# Albion (Tilburg)
Albion is een klein bedrijventerrein in het noordwesten van de stad Tilburg, gelegen ten oosten van bedrijventerrein Vossenberg en ten zuidwesten van bedrijventerrein Kraaiven. 
Het terrein wordt omsloten door het Wilhelminakanaal, de Dongenseweg en de Burgemeester Baron Van Voorst tot Voorstweg. Het wordt ook wel bedrijventerrein Albionstraat genoemd. Op basis van beleid van de rijksoverheid is hier in de jaren vijftig van de twintigste eeuw een groot woonwagenkamp aangelegd. Toen de grote kampen weer gesloten moesten worden, is de aanwezige bedrijvigheid aangegrepen om een bedrijventerrein te realiseren. Er zijn nog steeds enkele woonwagens aanwezig. Het bevat onder andere een van de twee brandweerkazernes in de stad Tilburg en de Milieustraat Albion (Milieupark).